# 数量级 (能量)
本页以焦耳为单位，按能量大小列出一些例子，以帮助理解不同能量的概念。

## 小于10-24
- 0 J ，絕對零度的能量。
- 6.626×10-34 J，频率为1赫兹的光子对应的光子能量。[1]
- 3.0×10-31 J，自2003年以来人类所能製造最低温的分子平均动能。[2]

## 10-24
- 1.5×10-23 J，回力棒星云的分子平均动能，约1K（目前发现最冷的非人造温度）。[3]

## 10-21
- 4.37×10-21 J，室温时，分子平均动能
- 1.602×10-19 J，等于一电子伏特
- 2.7×10-19 J～5.2×10-19J，可见光的能量范围

## 10-18
- 5×10-18 J，根据质能转换公式，这等于中微子的质量

## 10-15
- 5×10-14 J，根据质能转换公式，这等于缈中微子的质量
- 5.1×10-14 J，等于电子的质量。

## 10-12
- 3.2×10-12 J，铀235核分裂时释放出的能量。
- 3.5×10-12 J，钸239核分裂时释放出的能量。
- 1.503×10-10 J，等于质子的静质量。
- 1.505×10-10 J，等于中子的静质量。
- 3.005×10-10 J，等于氘的静质量。
- 5.972×10-10 J，等于氦原子核的静质量。

## 10-9
- 8×10−9 J，是CERN的大型电子正子对撞机加速粒子的能量。[4]
- 1.3×10−8 J，等于W玻色子的静质量。
- 1.5×10−8 J，等于Z玻色子的静质量。
- 4.3×10−8 J，是CERN的超级质子同步加速器加速粒子的能量。[5]
- 1.6×10−7 J，一隻蚊子飞行的动能[6]
- 1×10−7 J ≡ 1 尔格

## 10-6
- 1.8×10−4 J，CERN的大型强子对撞机加速粒子的能量。[4]

## 10-1
1.1×10−1 J，一枚50美分硬币下跌1米的能量

## 100
一焦耳在日常生活中等于：

在地球上，一个苹果（约0.1公斤）从一公尺高的地方掉下产生的动能。

一个不动的人一百分之一秒释放的热量。

一克乾燥空气提高摄氏一度需要的能量。
- 1 J ≡ 1 N·m（牛顿-米）。
- 1 J ≡ 1 W·s（瓦特-秒）。
- 1.356 J ≈ 1 ft·lbf（英呎磅）。
- 4.184 J ≡ 1卡路里（小卡）
- 8 J，GZK极限预测宇宙射线的上限。[9]

## 101
- 5×101J，目前发现最高能量的宇宙射线。[10]
- 8×101J，等于一个一般人挥动球棒的能量。

## 102
- 7.457×102 J，=1 hp·s（马力－秒）。

## 103
- 1×103 J，氙闪光灯发出的能量。
- 1.05×103 J，≈一英制热量单位。
- 1.366×103 J，地球上平均一平方米接受到太阳的热量。[11]
- 1.42×103 J，一个3.5 g（公克）的子弹被AK-74发射所产生的动能。[12]
- 3.28×103 J，一个9.33 g NATO步枪的子弹以838m/s发射的动能。[12]
- 3.600×103 J ≡ 1 W·h（瓦特-小时）。
- 4.184×103 J，一克的TNT爆炸时产生的能量。
- 4.186×103 J ≡一卡路里。（大卡）
- 1.7×104 J，新陈代谢一克的糖或蛋白质产生的能量。
- 3.8×104 J，一克的油脂的热量。
- 5.0×104 J，燃烧一克的汽油产生的能量。

## 106
- 1×106 J，一条巧克力条的热量。（质疑：一条巧克力的"重量"，不确定性太高）
- 6.3×106 J，营养学建议一位成年女性一天摄取的热量。[來源請求]
- 8.4×106 J，营养学建议一位成年男性一天摄取的热量。[來源請求]
- 1.05×108 J ≈一色姆（Therm）=100000英热单位。

## 109
- 1.5×109 J，一次闪电平均释放的能量。
- 1.95627185×109 J，等于普朗克能量。[13]
- 6.12×109 J ≈ 1 bboe（一桶石油的能量）。[14]
- 4.19×1010 J ≈1 toe（一顿石油的能量）。[14]
- 5×1010 J，一个MOBE炸弹所产生的能量。
- 7.2×1010 J，一辆普通汽车一年的动能。
- 8.64×1010 J ≈ 1 MW·d（百万瓦-天）

## 1012
- 3.6×1013 J，一场暴风雨平均释放的能量。
- 5.5×1013 J，小男孩原子弹爆炸时释放的能量。[15]
- 8.78×1013 J，胖子原子弹爆炸时释放的能量。[15]
- 9.0×1013 J，根据质能转换公式，这等于一克物质的能量。
- 6×1014 J，一个颱风每秒释放的能量
- 5×1014 J，一枚現代小型化氫彈爆炸時释放的能量。

## 1015
- 2.07×1015 J，2005年多哥共和国所消耗的电量。[16]
- 1.0×1016 J，一个足以造成巴林杰陨石坑小行星撞击产生的能量。
- 4.42×1016 J，2005年辛巴威所消耗的电量。[16]
- 1.74×1017 J，每秒太阳释放到地球的热量。[17]
- 2.1×1017 J，沙皇核弹爆炸时释放的能量。
- 4.10×1017 J，2005年挪威所消耗的电量。[16]

- 8.4×1017 J，印度尼西亚的喀拉喀托火山爆发时释放的能量。

## 1018
- 3×1018 J， 中国所消耗的电量。
- 3.5×1018 J，2018年中国所制造的能量
- 3×1018 J，颱风平均一天所释放的能量。[18]
- 2×1018 J，美国一個月所消耗的电量
- 1.37×1019 J，2005年美国所消耗的电量
- 2×1019 J，2011年日本东北地方太平洋近海地震释放的能量
- 1.46×1019J，2005年美国所生产的电量。[16]
- 9×1019 J，2004年印度洋大地震释放的能量。
- 4.5×1020 J，1960年智利大地震释放的能量。

## 1021
- 6.5×1021 J，预估地球上的天然气总共可提供的能量。[19]
- 7.4×1021 J，预估地球上的钸总共可提供的能量。
- 3×1022 J，多峇巨灾释放的能量。
- 1.5×1022J，太阳每天释放到地球的能量。[17]
- 2.1×1022 J，预估地球上的煤总共可提供的能量。[20]
- 3.9×1022 J，预估地球上的石油总共可提供的能量。
- 5.0×1023 J，一个足以造成希克苏鲁伯陨石坑小行星撞击产生的能量。

## 1024
- 5.5×1024 J，太阳每年释放到地球的能量。

- 6×1025 J，太阳闪焰释放的能量。
- 3.86×1026 J，太阳每秒释放的能量。

## 大于1027
- 2×1029 J，月球重力结合能的能量，地球自轉的能量
- 3.34×1031 J，太阳每天释放的能量。[21]
- 2.4×1032 J，地球重力结合能的能量。[22]
- 2.7×1033 J，地球公转的动能。[23]
- 1.22×1034 J，太阳每年释放的能量。[21]
- 5.37×1041 J，根据质能转换公式，这等于一地球质量的能量。
- 1.9×1041 J，太阳重力结合能的能量，类星体能量。
- 1.2×1044 J，超新星爆炸时释放的能量。
- 1×1046 J，极超新星爆炸时释放的能量。
- 1×1047 J，伽玛射线暴释放的能量。
- 1.8×1047 J，根据质能转换公式，这等于一太阳质量的能量。
- 7.2×1058 J，根据质能转换公式，这等于一银河系质量的能量。（不包括暗物质）
- 7.2×1059 J，根据质能转换公式，这等于一银河系质量的能量。（包括暗物质）
- 1.314×1070 J，根据质能转换公式，这约等于目前可觀測宇宙质量对应的能量。[24]
- ∞ J    ，引力奇点的能量。